# Saint-Pierre-d'Entremont, Isère
Saint-Pierre-d'Entremont este o comună în departamentul Isère din sud-estul Franței. În 2009 avea o populație de 565 de locuitori.

## Evoluția populației
| An        | 1975 | 1982 | 1990 | 1999 | 2006 | 2009 |
| --------- | ---- | ---- | ---- | ---- | ---- | ---- |
| Populație | 440  | 459  | 443  | 478  | 555  | 565  |